# تملونك
تملونك هي قرية في ولاية سيكيم الهندية. وهي تقع في شمال سيكيم وكانت تاريخيا عاصمة سيكيم.

## تاريخ المدينة
في عام 1894 حول الملك ثوتوب نامجيال عاصمة سيكيم من تملونك إلى غانتوك الحالي. حيث كانت تملونك العاصمة الثالثة بعد يوكسوم ورابدينتسا بالقرب من النيبال. ثم تحولت العاصمة تملونك نحو الداخل نتيجة للغارات المتكررة و في عام 1793 تم توقيع على معاهدة تملونك.

## جغرافية المدينة
تقع تملونك في 27.42 درجة شمالا 88.58 درجة شرقا. على ارتفاع متوسط 1473 متر (4833 قدم).

## التعداد والتركيبة السكانية
العديد من الرجال هم من الرهبان في الدير في أعلى القرية. القرويين يتحدثون البوذي والنيبالية والهندية ويقدر مجموع السكان بأقل من 100 شخص.

## التعليم
لدى تملونك مدرسة ابتدائية واحدة وتقع على مسافة قصيرة مدرسة ثانوية.

## معرض صور

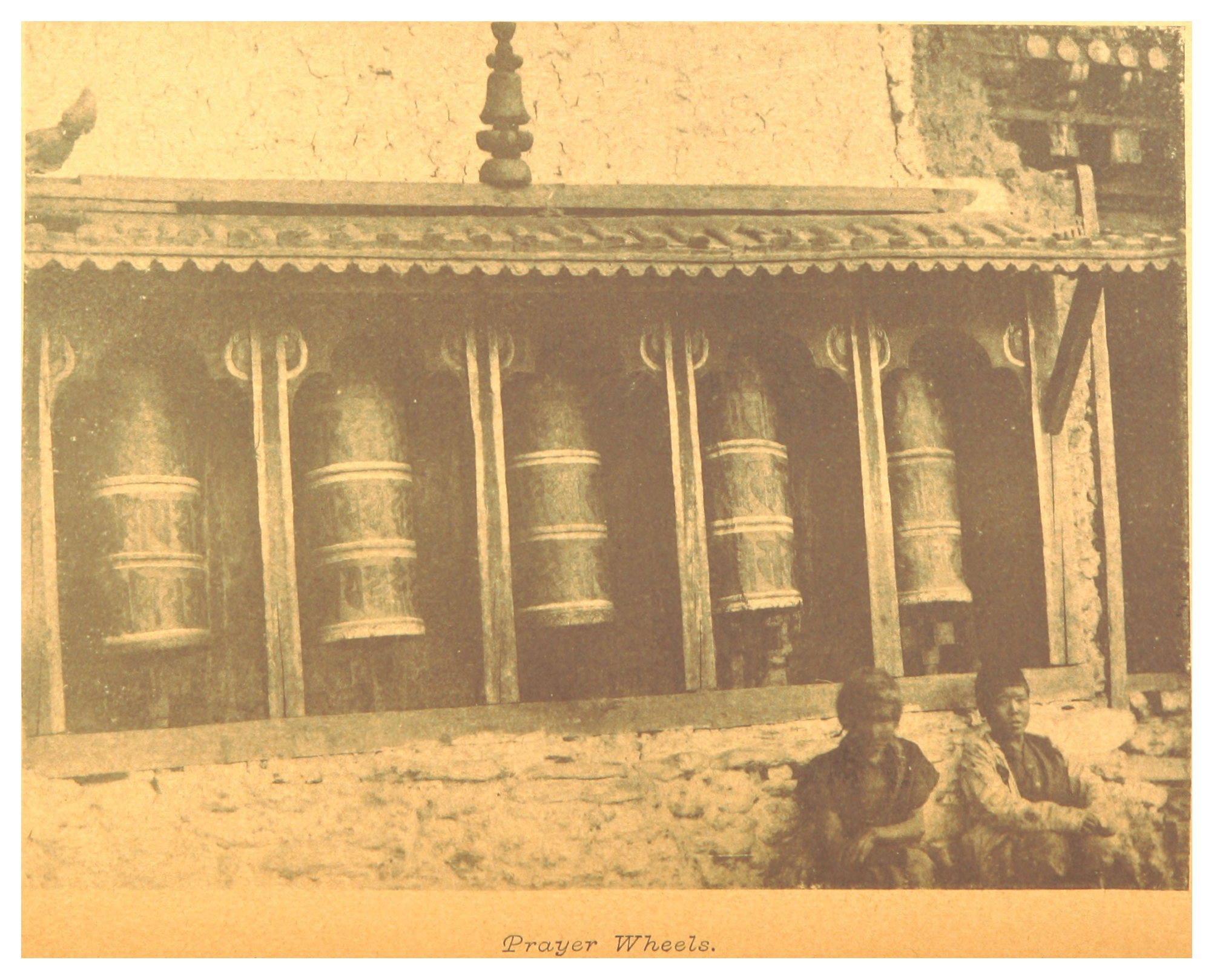
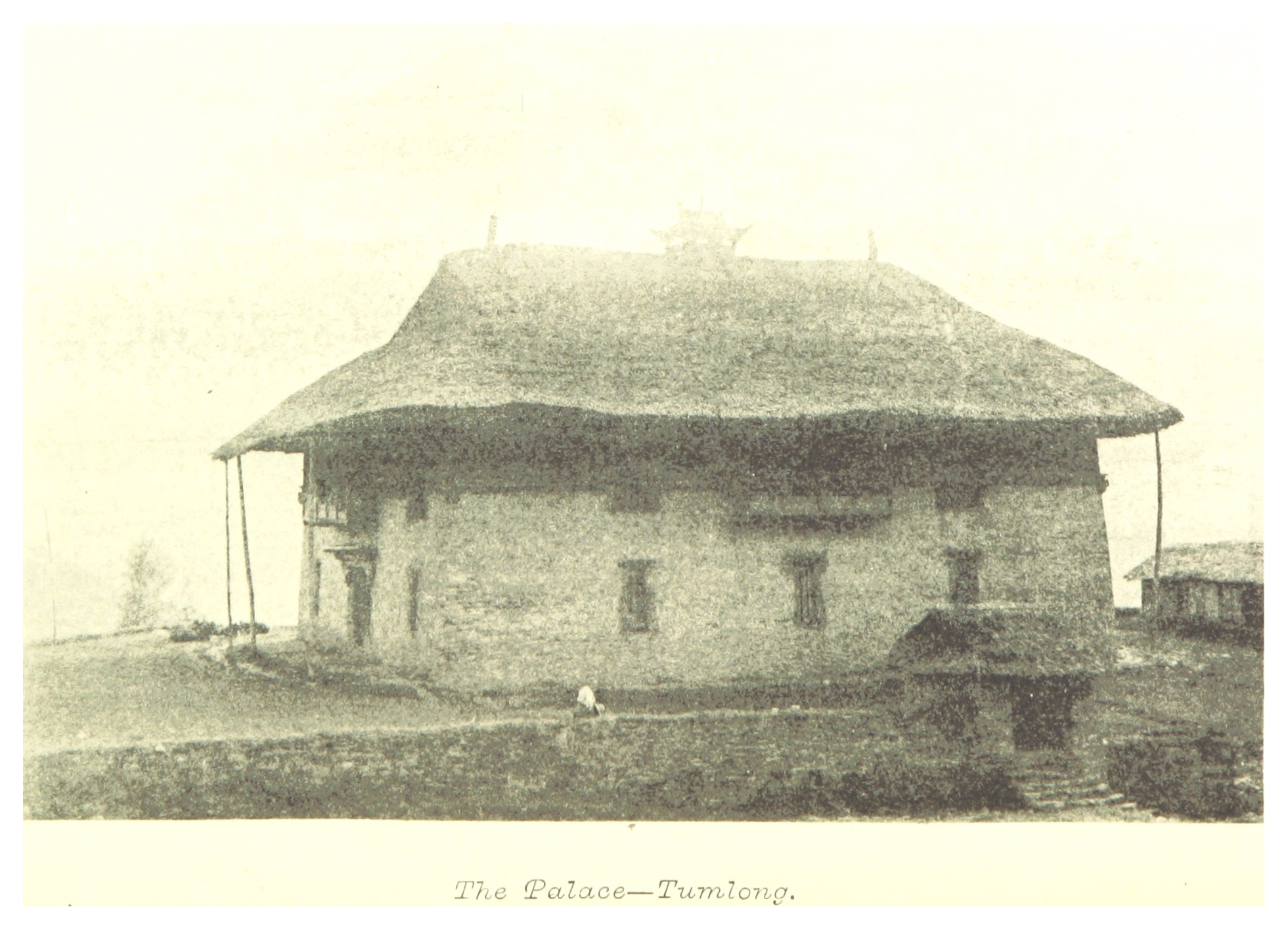
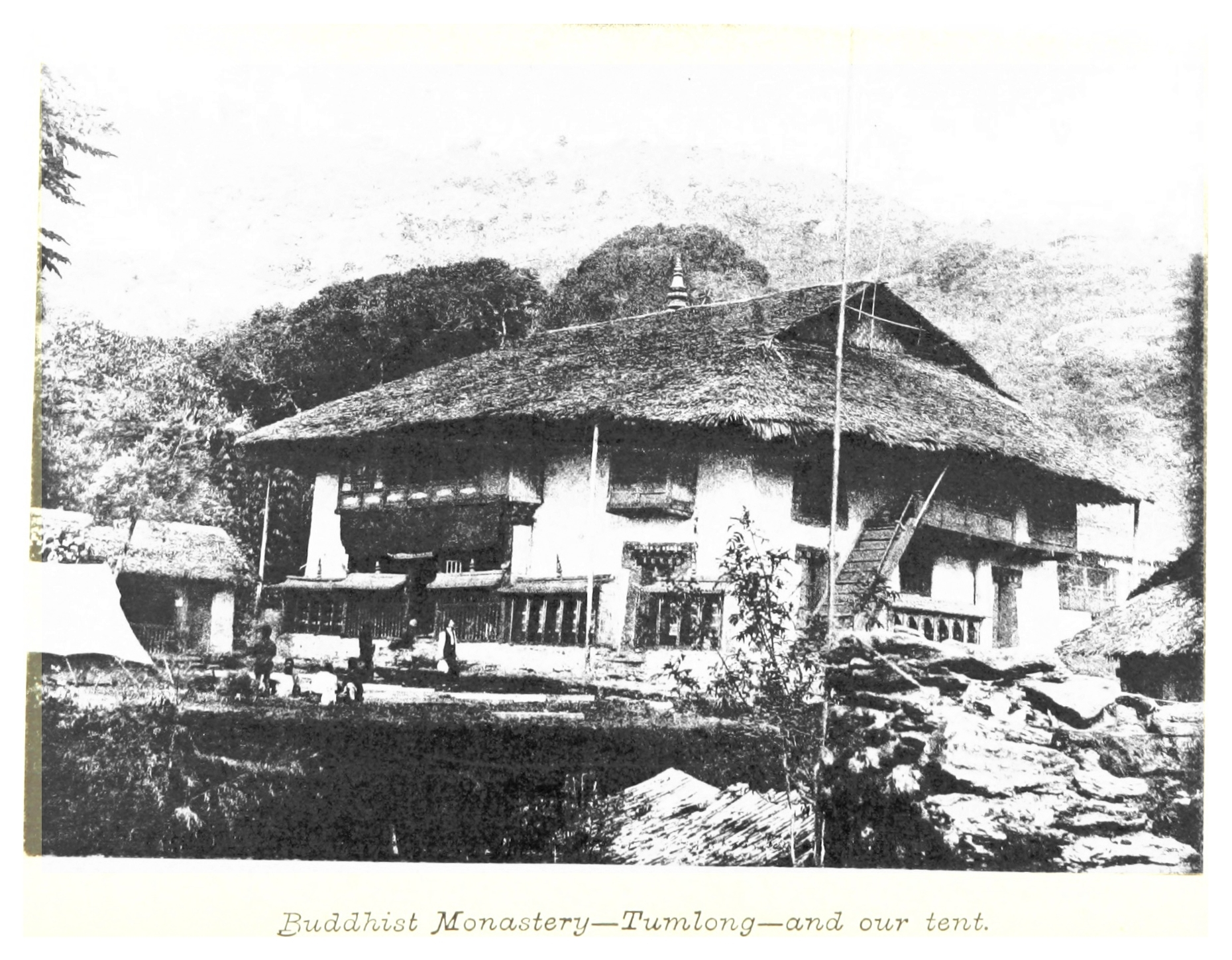
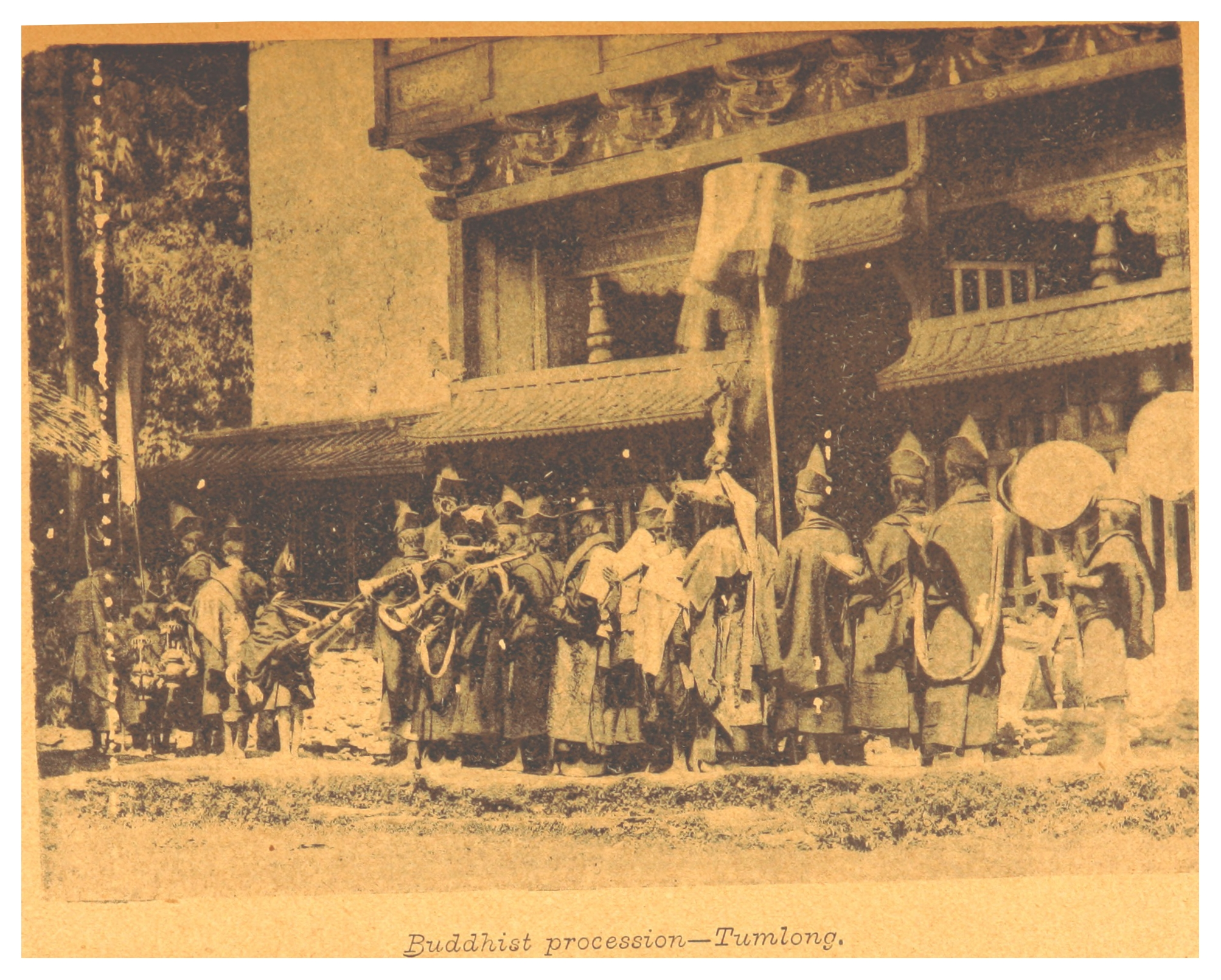